# Coniogramme ovata
Coniogramme ovata là một loài thực vật có mạch trong họ Adiantaceae. Loài này được S.K. Wu miêu tả khoa học đầu tiên năm 1981.